# 切萨雷·马尔蒂尼
切萨雷·马尔蒂尼（義大利語：Cesare Maldini，1932年2月5日—2016年4月3日），意大利足球教练，球星保罗·马尔蒂尼的父亲。

## 生平
切萨雷·马尔蒂尼在球員時代曾長時間效力意大利大球會AC米蘭，贏得1963年欧洲冠军球會杯冠軍。他也代表過國家隊出戰國際賽22場。
退役後切萨雷·马尔蒂尼展開其執教生涯，起先主要執教意大利一些小型球會。自1986年起他擔任了意大利21岁以下青年队主教練達十年，曾贏得三屆21歲以下歐洲國家杯(1992、1994、1996)。之後於1996年升上意大利國家隊。他的執教戰術素來以防守為先，所以進球量偏低。在執教國家隊期間，隊伍進球量一直僅維持一球左右，在1998年世界杯外圍賽還出現多場0-0賽果。到出席1998年世界杯防守作風始終不變，結果在八強以互射十二碼不敵當屆冠軍法國後，終被意大利國家隊辭退。2001年他執教過巴拉圭國家隊，隔年世界杯十六強賽敗給最終亞軍德國隊後離職，後成為AC米蘭球探。
他的儿子保羅·馬甸尼同樣是著名意大利國腳，終其生涯皆效力AC米蘭並五度獲得歐洲聯賽冠軍杯。兩人是義大利乃至於全球足球史上最傑出的父子檔，皆長期擔任AC米蘭隊長並贏得歐冠、皆擔任過國家隊隊長、更是唯一一對入選過世界杯最佳陣容的父子（塞薩雷：1962、保羅：1990/1994）

## 榮譽

### 球員時代
- 歐洲冠軍球會杯：1963

### 執教時代
- 21歲以下歐洲國家杯：1992、1994、1996

| 前任： 阿里戈·萨基 | 意大利国家足球队教练 1996年-1998年 | 繼任： 迪诺·佐夫 |